# Automóviles Izaro
Construcciones de Automóviles Izaro Srl. war ein spanischer Automobilhersteller.

## Unternehmensgeschichte
Don José Azqueta stammte von der Insel Izaro. Eine andere Quelle nennt davon abweichend den Namen Amezqueta. Er leitete das Unternehmen mit Sitz in Madrid. Er stellte ab 1920 Automobile her, die als Izaro vermarktet wurden. 1922 endete die Produktion.
Im 21. Jahrhundert plante ein Nachfahre, mit dem neuen Unternehmen Izaro Automóviles den Markennamen erneut zu verwenden.

## Fahrzeuge
Das Unternehmen stellte Kleinwagen her. Zur Wahl standen Dreizylinder-Zweitaktmotoren und Vierzylinder-Viertaktmotoren. Sie hatten zwischen 600 cm³ und 750 cm³ Hubraum. Andere Quellen nennen 600 cm³ und 700 cm³ Hubraum.
Am 16. Oktober 1921 wurden zwei Fahrzeuge bei einem Autorennen in Vilafranca del Penedès eingesetzt. Fahrer waren laut einer Quelle Joaquín Carreras und Ruperto Andía. Eine andere Quelle nennt D. Azqueta als Fahrer und gibt den zweiten Fahrer nicht an.